# Sainte-Chapelle d'Aigueperse
Pour les articles homonymes, voir Sainte-Chapelle (homonymie).
La Sainte-Chapelle d'Aigueperse est une chapelle classée « monument historique », édifiée à Aigueperse en Basse-Auvergne, au tournant du XVe siècle. Elle est l'une des neuf saintes chapelles (sur les douze d'origine, outre celle de Paris) qui subsistent en France.

## Historique

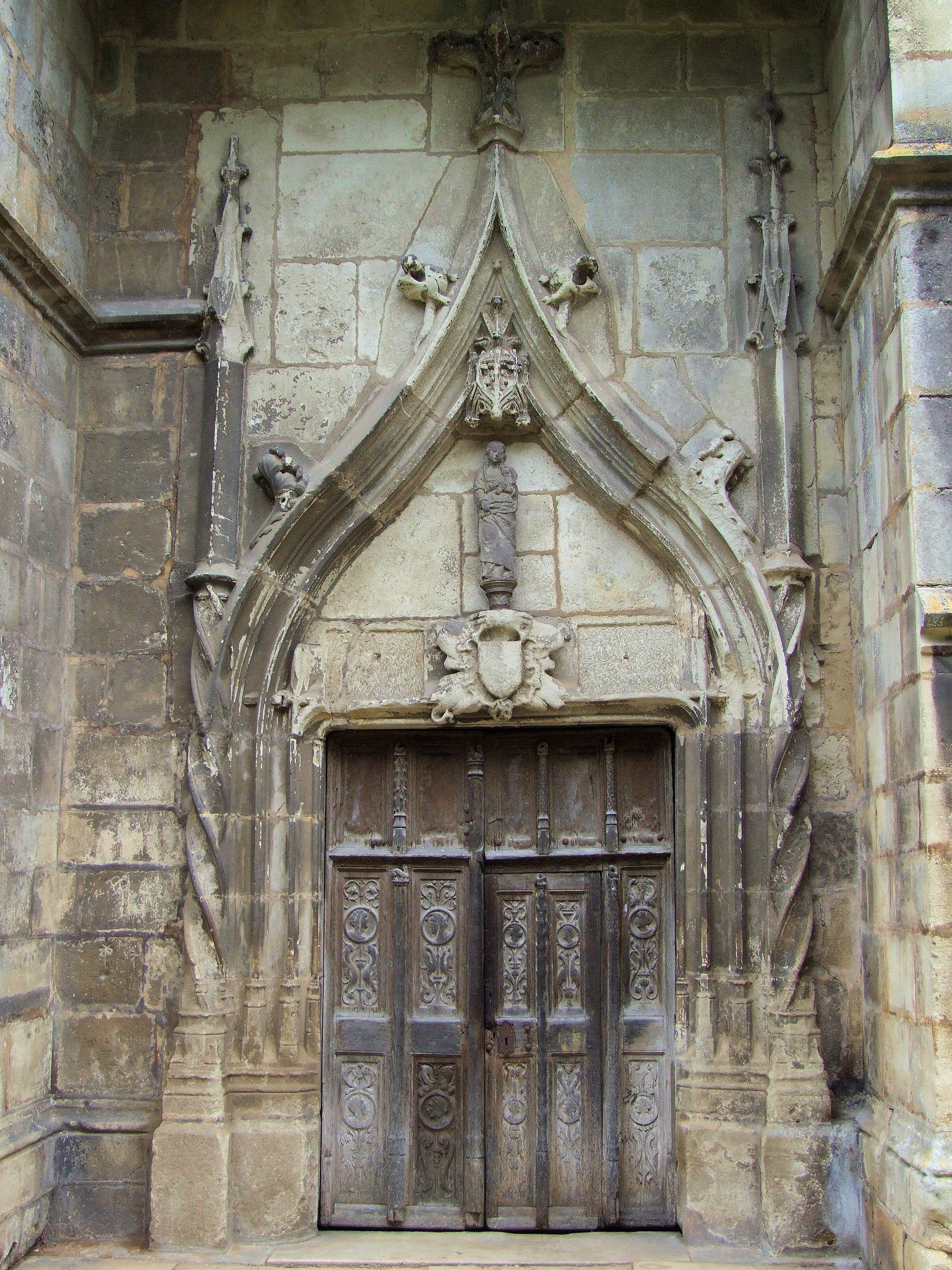
Portail de la chapelle.

La Sainte-Chapelle d'Aigueperse, élevée à partir de 1475 et terminée avant 1496, est le dernier élément qui reste du château des dauphins d'Auvergne. Le château a été détruit par un incendie en 1574.
La Sainte-Chapelle avait une vocation funéraire pour la branche des Bourbons, dauphins d'Auvergne. Elle a été bâtie par Louis Ier de Montpensier qui était le cousin du duc Jean II de Bourbon. Sa construction est aussi liée à la formation d'un puissant domaine bourbonnais à la fin du Moyen-Âge et à l'émulation entre les cousins, Montpensier cherchant à égaler la capitale ducale, Moulins et sa sainte chapelle de Bourbon l'Archambault.
Elle a été érigée en collégiale en 1475, par une bulle du pape Sixte IV en l'honneur de la Vierge et sous l'invocation de saint Louis. Elle prévoit un collège de huit chanoines, huit chapelains et quatre enfants de chœur, dont la collation revient au comte. Sa fondation est relativement modeste comparée aux autres Saintes Chapelles fondées au XVe siècle, ce qui se reflète dans son architecture.
Louis Ier de Montpensier y a été enterré en 1486. Son fils Gilbert de Montpensier a probablement terminé la construction, où il a été inhumé en 1496. Les historiens de l'art discutent pour savoir si le portail n'a pas été construit par Charles III de Bourbon. La partie ouest semble dater du XVIe siècle.
Comme toutes les saintes chapelles princières, en plus de sa fonction funéraire, elle avait un but de commémoration dynastique.
La Sainte-Chapelle est classée monument historique par liste en 1862.

## Description
La chapelle mesure environ 21 m de long pour 7,80 m de largeur. Elle a été construite suivant le même plan que la Sainte-Chapelle de Riom, mais plus petite. C'est un édifice à une seule nef, possédant un chœur pentagonal précédé d'une nef à deux travées inégales. De part et d'autre de la première partie du chœur se trouvent des oratoires d'environ 3 m de profondeur. Au sud, le long de la nef, se trouvent des chapelles, une sacristie et, dans l'angle sud-ouest, une tourelle d'escalier. Les poussées des voûtes sont équilibrées par d'importants contreforts placés à l'extérieur.
Le parti décoratif de la chapelle est celui d'un gothique flamboyant retenu, une élévation restreinte mais homogène, une sculpture élégante mais d'une envergure réduite, reflet de la relative modestie de la fondation par une branche cadette de la famille ducale. Quelques œuvres d'art remarquables venaient enrichir l'ensemble, comme les vitraux, des tableaux italiens et des éléments d'orfèvrerie.
Le portail se trouve dans la première travée de la partie nord de la nef. La porte est plus tardive que l'édifice.
Le clocher a été détruit pendant la Révolution.
Il reste peu d'éléments des vitraux d'origine.

## Mobilier
À la fin de sa construction, la chapelle possédait un riche mobilier :
- une Vierge de Pitié d'origine flamande, aujourd'hui dans l'église d'Aigueperse ;
- une statue de Louis XII en manteau de sacre ;
- une Vierge à l'enfant ;
- le Saint Sébastien d'Andrea Mantegna, aujourd'hui au Musée du Louvre, le premier tableau de la Renaissance italienne en France acquis au mariage de Gilbert de Montpensier avec Chiara Gonzaga, fille de Frédéric Ier, marquis de Mantoue[4] ;
- la Nativité de Benedetto Ghirlandaio, maintenant dans l'église paroissiale[5],[6].